# Morte de Elisa Lam
O corpo de Elisa Lam, também conhecida por seu nome cantonês Lam Ho Yi (chinês tradicional: 藍可兒; Vancouver, 30 de abril de 1991 – Los Angeles, fevereiro de 2013), uma estudante canadense da Universidade da Colúmbia Britânica em Vancouver, foi encontrado em um tanque de água no topo do Hotel Cecil, no centro de Los Angeles, Estados Unidos, em 19 de fevereiro de 2013. Ela havia sido dada como desaparecida no começo do mês. Os funcionários da manutenção do hotel descobriram o corpo ao investigar reclamações de clientes sobre problemas com o abastecimento de água.
Seu desaparecimento havia sido amplamente divulgado; o interesse aumentou cinco dias antes da descoberta de seu corpo, quando o Departamento de Polícia de Los Angeles divulgou o vídeo da última vez em que ela foi vista, no dia de seu desaparecimento, por uma câmera de segurança do elevador. Na filmagem, Lam é vista saindo e entrando no elevador, falando e gesticulando no corredor do lado de fora e às vezes parecia se esconder no elevador, que parece apresentar um funcionamento estranho. O vídeo se tornou viral na Internet, sendo que muitos espectadores relataram que acharam as imagens perturbadoras. As explicações variaram de alegações de envolvimento paranormal ao transtorno bipolar do qual Lam sofria; também foi especulado que o vídeo foi alterado antes de ser divulgado.
As circunstâncias da morte de Lam, assim que o corpo foi encontrado, também levantou questões, especialmente por conta da história do Cecil em relação a outras mortes e assassinatos notáveis. Seu corpo estava nu com a maioria de suas roupas e objetos pessoais flutuando na água perto dela. O escritório do legista do condado de Los Angeles demorou quatro meses, depois de repetidos atrasos, a divulgar o relatório da autópsia, que não relata nenhuma evidência de trauma físico e afirma que a morte foi acidental. Os hóspedes do Cecil, agora com a marca "Stay on Main", processaram o hotel durante o incidente e os pais de Lam apresentaram um processo separado no final daquele ano. Internautas notaram semelhanças incomuns entre a morte de Lam e o filme de terror de 2005, Dark Water. O caso já foi referenciado na cultura popular internacional.

## Série documental
- 2021: Cena do Crime – Mistério e Morte no Hotel Cecil, Netflix[6]